# 黑色伏尔加

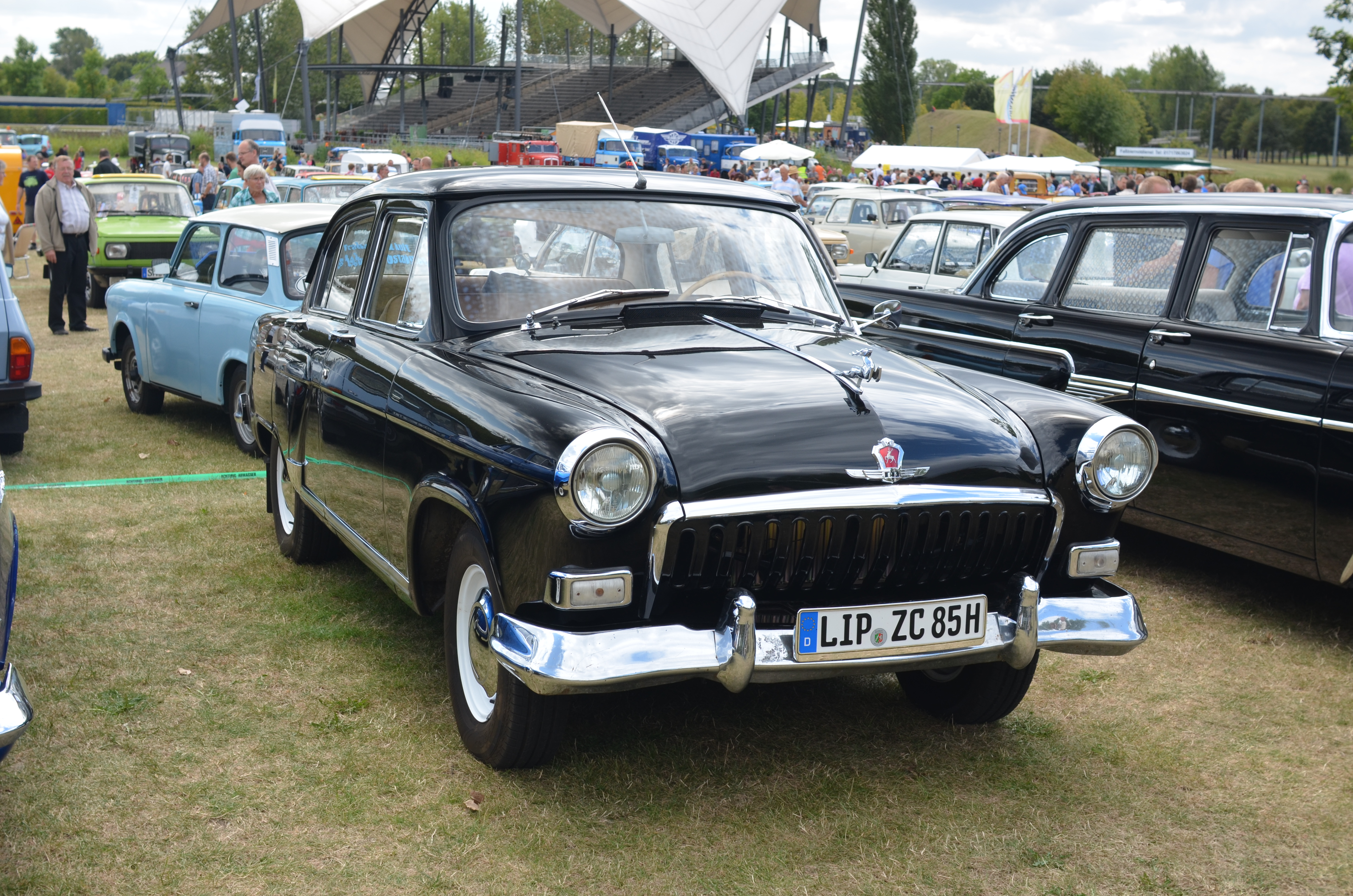
黑色伏尔加GAZ-21型轿车

黑色伏尔加（俄语：Чёрная Волга）是指一个在1960-1970年广泛流传在社會主義國家的都市传说。  这个都市传说描述了一辆GAZ-21或GAZ-24黑色(在某些版本中是红色) 伏尔加轿车进行儿童绑架的故事。
在不同的传说版本中，驾驶伏尔加轿车的人可能是牧师、修女、犹太人、俄罗斯黑手党、公安部（波兰）、吸血鬼、路西法主义者或甚至是撒旦本人。但有时候该车的外貌也会被描述为拥有白色轮辋、白色窗帘或其他带有白色装饰的形象。
而都市传说中对汽车描述的灵感来源主要是来自于大清洗时期内务人民委员部所驾驶的高尔基汽车厂生产的GAZ-M1 (Emka)，由于M1车型为了节约预算， 在第一款车型发布的时候几乎全都采用了黑色涂装，这种做法给当时的人们对该车的形象产生出了一种不详的预感。
这个故事在1970年代末以黑色救护车的形象出现在捷克斯洛伐克的都市传说中，而在罗马尼亚的版本中，伏尔加在1970年代被达契亚1301型所取代，达契亚1301型是达契亚1300型的另一个改进版本，据说该型号还有几个特殊功能并不对公众开放，但最终在1990年代的版本中达契亚也被救护车所取代。

## 概要

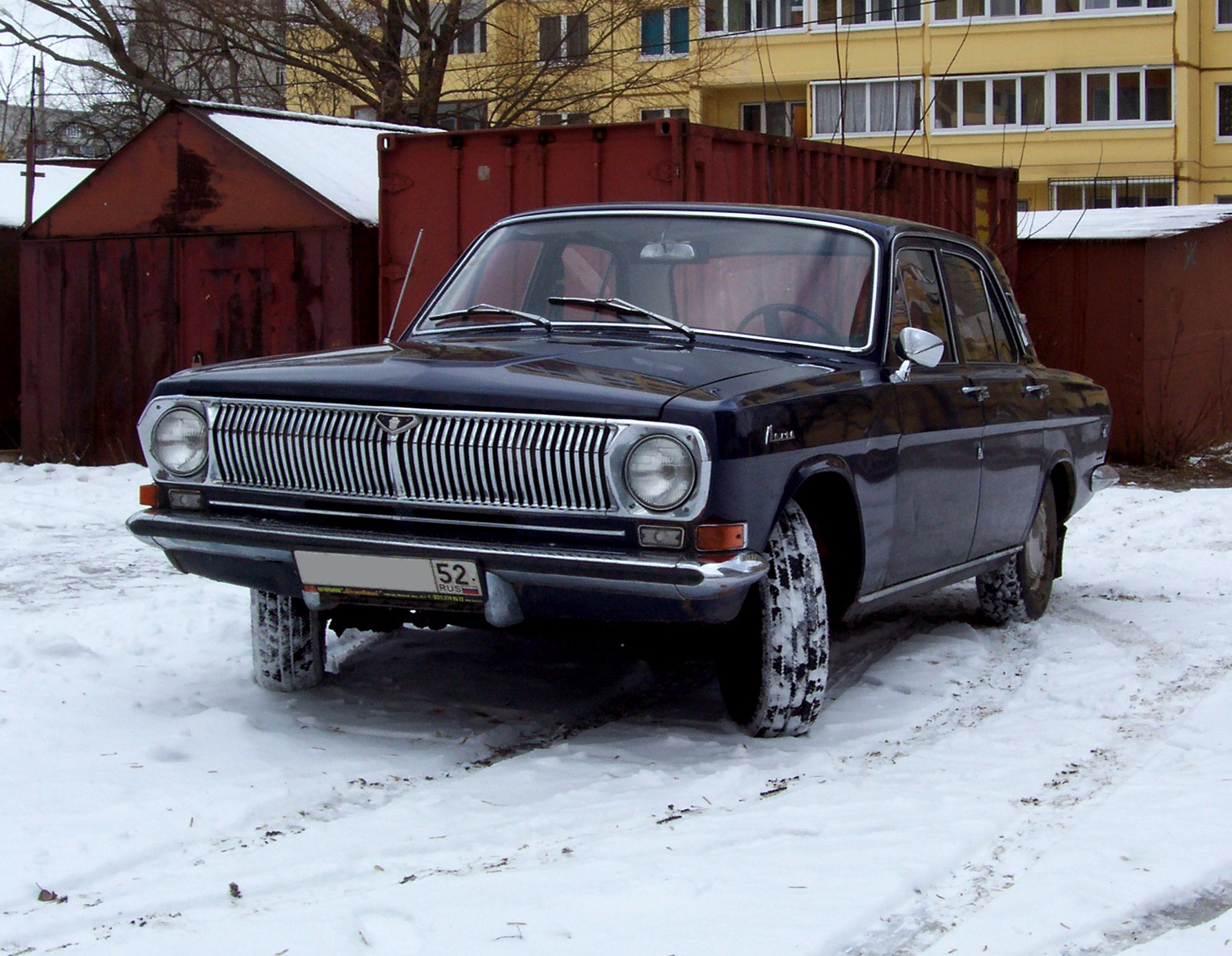
伏尔加GAZ-24型轿车

这个都市传说描述到一些儿童遭到不明身份开着伏尔加轿车的人绑架，而这些人则利用孩童的鲜血作为一种治疗方法来治愈患有白血病的西方人或阿拉伯人 ；而其他一些传说的变体版本则把绑架儿童的动机改为了盗窃器官，并将其与克格勃有关的另一个著名肾脏盗窃流言结合了起来。后来，这个传说又在20世纪末再次被广泛传播，新故事版本里的伏尔加则被宝马和奔驰所取代，有的版本也用双鹿角取代后视镜，车牌也变成了三个“6”的车牌号。在这个版本中，司机会询问路人时间，当路人靠近车去回答时，司机就会杀死路人，而在另一个版本中，受害者会在遇到伏尔加轿车一天后的同一时间死亡。但通常故事里如果路人靠近司机后，司机都会说：“明天的这个时候你就会死。”然而，据说有一种有效的应对方法就是当司机问你:“几点了?”，你则必须回答:“现在是属于上帝的时刻。”然后汽车就会很快离开。

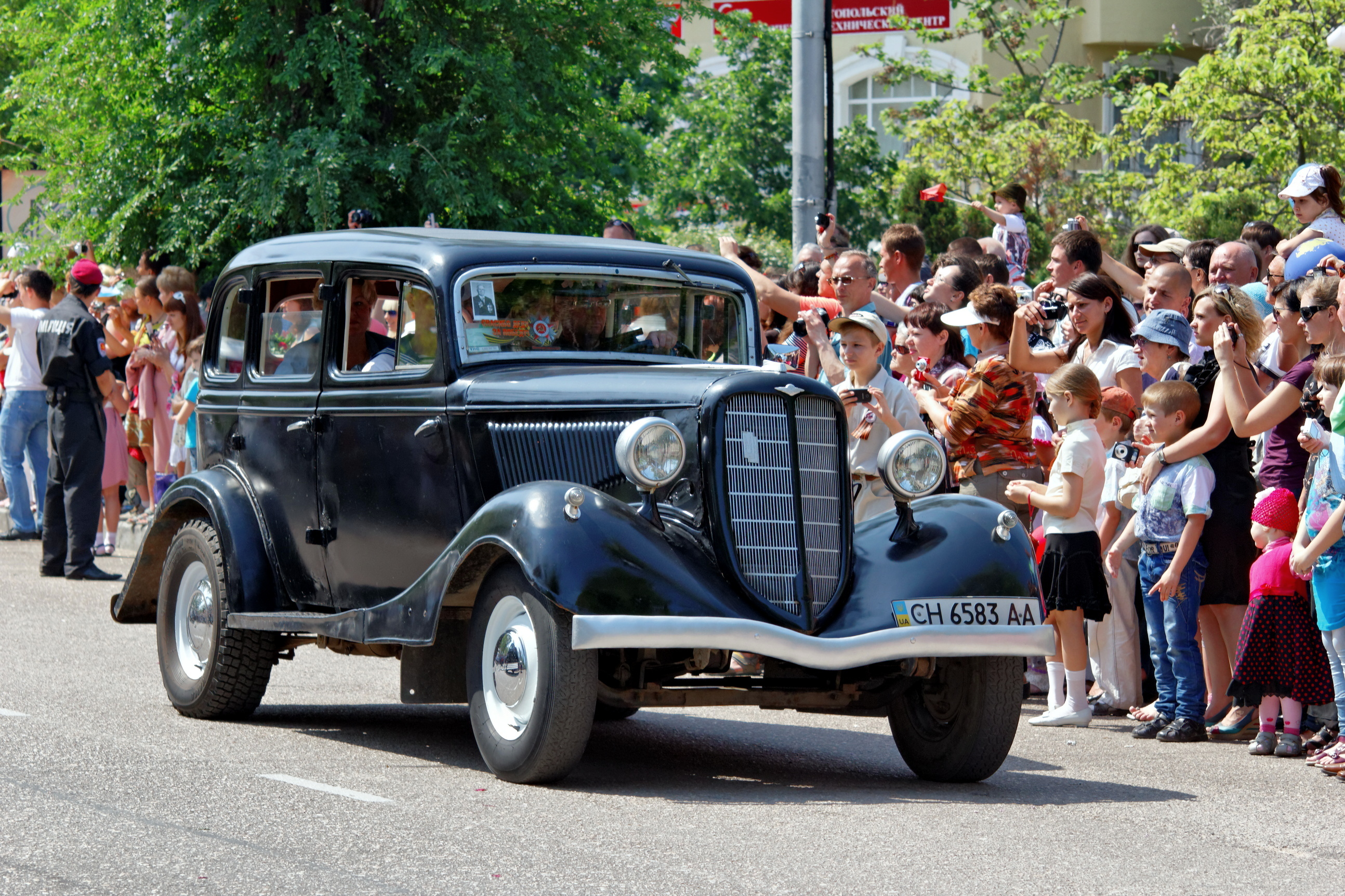
高尔基汽车厂生产的GAZ-M1 (Emka)型轿车

## 流行文化
SCP-265的灵感基础则就是建立在黑色伏尔加的都市传说上。SCP-265则是一辆拥有自动驾驶的GAZ M21超自然轿车，它偶尔会随机跟踪和骚扰路人，该车还能使用诸如瞬间消失或潜入水下这些难以置信的手段来逃脱任何追捕。

## 延伸阅读
- Dionizjusz Czubala, Współczesne Legendy Miejskie [Contemporary urban legends], Ph.D. thesis, Uniwersytet Sląski, Katowice, 1993, ISBN 83-226-0504-8
- Piotr Gajdziński, Imperium plotki [The empire of rumours], Prószyński i S-ka, Warszawa, 2000, pp. 197–200